# FK Šilas Kazlų Rūda
Futbolo klubas Šilas var en litauisk fodboldklub fra Kazlų Rūda. Klubben har hjemmebane på Kazlų Rūdos central stadion (kapacitet 1.000).

## Historie
Klubben blev stiftet i 1940. For nylig (2013–2016) spillet i Pirma lyga. 2016. blev vinderne i den Pirma lyga.
2017. forbereder sig på at deltage i eliten divisionen og kom ind i en væddeskandale.
Så gik han til den nederste division.

### 2022 sæson
I begyndelsen af 2022 var der en fusion af FK Šilas og fodboldakademiet Marijampolė City. Under omorganiseringen af klubben blev der truffet en beslutning om at ændre navnet på Pirma lyga - herrernes fodboldhold "Šilas" til "Marijampolė City" og at overføre holdet til Marijampolė.
Klubben ansøgte Lietuvos futbolo federacija (Litauens fodboldforbund; (LFF) om ændring af navn og logo, og eksekutivkomiteens beslutning blev godkendt.
Det nye klubnavn og logo vil blive brugt fra starten af runde 6 af Pirma lyga og fra starten af første runde af Hegelmann LFF Cup.

### Historiske navne
- 1940 – Ąžuolas
- 1952 – Žalgiris
- 1969 – Šilas
- 1994 – Auredi
- 1996 – Šilas
- 2006 – Kvintencija-Šilas
- 2008 – Aitas-MIA
- 2009 – FK Kazlų Rūda
- 2011 – Šilas

## Titler

### Nationalt
Pirma lyga (D2)
- Vindere (1): 2016.

Antra lyga (D3)
- Vindere (1): 2020.

## Historiske slutplaceringer

### siden 2012
| Sæson | Niveau | Liga                | Placering | Info   |
| ----- | ------ | ------------------- | --------- | ------ |
| 2012  | 3.     | Antra lyga (Pietūs) | 4.        |        |
| 2013  | 2.     | Pirma lyga          | 4.        | [ 5 ]  |
| 2014  | 2.     | Pirma lyga          | 5.        | [ 6 ]  |
| 2015  | 2.     | Pirma lyga          | 4.        | [ 7 ]  |
| 2016  | 2.     | Pirma lyga          | 1.        | [ 8 ]  |
| 2017  | 3.     | Antra lyga (Pietūs) | 10.       |        |
| 2018  | 3.     | Antra lyga (Pietūs) | 2.        |        |
| 2019  | 3.     | Antra lyga (Pietūs) | 2.        | [ 9 ]  |
| 2020  | 3.     | Antra lyga          | 1.        |        |
| 2021  | 2.     | Pirma lyga          | 3.        | [ 10 ] |

## Klub farver
Sort (2012–2019)
| ŠILAS | ŠILAS |

Sort (2021)
| ŠILAS | ŠILAS |

## Trænere
- Saulius Vikertas (201?–2015)
- Gediminas Jarmalavičius (2016–2017)
- Saulius Vikertas (2017–2020)
- Gediminas Jarmalavičius (2021–2022)